# Sibirisches Bataillon
Das Sibirische Bataillon (ukrainisch: Батальйон „Сибір“, russisch:  Сибирский батальон) ist ein Verband der ukrainischen Streitkräfte, der sich aus Freiwilligen aus Russland zusammensetzt, die in Opposition zur russischen Regierung stehen.
Die Einheit wurde 2023 in der Ukraine gegründet und setzt sich aus russischen Zivilisten zusammen, die von der Ukraine in der Nähe von Kiew militärisch ausgebildet werden. Zu den Mitgliedern dieser Einheit gehören insbesondere Jakuten und Burjaten, die einen möglichen Sieg der Ukraine als Chance zu ihrer Unabhängigkeit von Russland sehen. Russland setzt nach Angabe der Mitglieder des Bataillons vor allem Angehörige dieser ethnischen Minderheiten im Ukrainekrieg ein, weshalb sie eine sehr hohe Gefallenenrate aufweisen sollen. Vor Vertragsunterzeichnung werden Bürger der Russischen Föderation einer gründlichen Prüfung unterzogen, die bis zu einem Jahr dauern kann. Das Bataillon rekrutiert keine gefangenen russischen Soldaten. Die Einheit kämpfte in der Schlacht um Awdijiwka.
In der Nacht zum 12. März 2024 drang das Sibirische Bataillon zusammen mit der Legion Freiheit Russlands und dem Russischen Freiwilligenkorps von der Ukraine aus in die russischen Grenzregionen Belgorod und Kursk vor und griff mehrere Dörfer an.
Der Kommandeur des Bataillons ist Wladislaw Ammosow (* 1978). Er ist ein ethnischer Jakut und behauptet, 15 Jahre lang für den russischen Militärgeheimdienst GRU gearbeitet zu haben. Er kämpfte im Ersten und Zweiten Tschetschenienkrieg. Ammosow befürwortet die staatliche Unabhängigkeit Sachas von Russland.